# 千葉の贈り物〜まごころ配達人〜
『千葉の贈り物〜まごころ配達人〜』（ちばのおくりもの〜まごころはいたつにん〜）は、2010年10月3日より、フジテレビで毎週日曜8:55 - 9:00（JST）に放送されている、千葉県内の観光情報番組。千葉県の広報番組でもある。

## 概要
2010年9月まで同時間帯に放送されていた、前番組『ようこそ千葉〜おもてなしの心〜』（以下、前番組）の後継番組として放送を開始。
前番組と同様に、本番組でも毎週千葉県内の観光スポットと、そのスポットにおける「まごころ」を紹介する番組内容となっている。毎回の番組冒頭、並びにエンディングにおける千葉県知事の森田健作の挨拶も前番組より踏襲されているが、本番組ではナレーションも2016年まで担当している。森田が千葉県知事選挙に伴ってテレビ出演を見送る場合（本番組の放送期間中では2012年12月 - 2013年3月、2016年12月 - 2017年4月が該当）や、後述の東日本大震災などに伴う未出演期間などについては、フジテレビアナウンサーの川野良子が代役でナレーションし、冒頭・エンディングの挨拶も割愛された。
森田は、2021年4月4日付けで任期満了により千葉県知事を退任したが、本番組の同日放送分へは出演せず、降板の挨拶などもなくそのまま事実上の番組降板となった。また、後任の知事である熊谷俊人は本番組には出演しておらず、同日放送分以降の番組進行は、川野のナレーションのみとされている。
前番組では5分番組でありながら、千葉県ゆかりの企業であるスポンサーが3社ついていたが、本番組ではその3社に加えて千葉県を含む形とされている。このため、千葉県の広報番組ではなかった前番組とは異なり、本番組は千葉県の広報番組の1つという扱いとされ、千葉県のホームページでも前番組が掲載されていないのに対し、本番組については過去の放送分を動画で閲覧できるようになっている。番組内で流れるCMは前番組と同様に、3社が30秒ずつ入れる形とされ、提供クレジットでは「千葉県」の文字の左側にチーバくんが表示されている。
2025年1月より表面化した、フジテレビにおける各種不祥事・疑惑を受け、多数の企業が同局でのCM出稿を相次いで見合わせる中、本番組においてもスポンサーであるキッコーマン、千葉銀行、三協フロンテアの3社が、相次いで1月26日放送分からのCM出稿見合わせを要請した。また千葉県も、「説明責任を強く求めたが、日々状況が悪化した」ことを理由に、同日放送分から提供クレジットを削除することを発表している。
2025年4月17日、千葉県知事の熊谷俊人は同日開催の定例記者会見において、同月20日から番組を当面休止にすることを発表した。

## 放送時間
放送開始から2016年9月25日まで、および2019年4月7日以降は毎週日曜8:55 - 9:00にて放送。日曜8時台後半にテレビアニメ枠が設けられていた、同年10月2日から2019年3月31日までは30分繰り上げの同8:25 - 8:30にて放送された。

## 東日本大震災の影響
2011年3月13日から27日までの3週にわたり、東日本大震災の影響等で番組を休止。放送が再開された4月3日放送分以降も、以下の通り番組構成に一部変更が生じた。
- 再開初回の4月3日は震災直後ということもあり、通常の観光情報の紹介とは趣を変えて震災時に支援活動を行った学生消防隊を紹介。
- 森田は2011年4月中は本番組への出演を行わず、ナレーションも前述の通り川野が代行。
- 2011年4月以降しばらくの間は、サブタイトルより『まごころ配達人』の文言が外されており、番組ホームページについても2011年6月頃までフジテレビサイトでは『まごころ配達人』が外されていた（千葉県サイトを除く）。
- 番組提供（CM）についても、2011年4月中はACジャパンに差し替え。